# ビジネスネットワーク
ビジネスネットワークは、1982年4月10日から1985年3月30日までNHK教育テレビジョンで放送されたテレビ番組である。

## 概要
今週の経済ニュースを追った「ビジネスフラッシュ」、先端技術や企業動向を映像で伝える「リポート西東」、企業の最高責任者に企業戦略を聞く「トップインタビュー」で構成される経済情報番組であった。海外情報に力を入れ、海外リポーターは20カ国41人を数え、「トップインタビュー」ではフィリップス社長を招いた。IBM産業スパイ事件が起きた際には急遽生放送に差し替えるなど、NHK教育の経済番組が初心者講座的な教養番組からニュース的な情報番組へ転換するきっかけとなった番組でもある。

## 放送時間
| 本放送             | 再放送               |
| ------------------ | -------------------- |
| 土曜日 7:30 - 8:30 | 日曜日 14:00 - 15:00 |

## 出演者
- 高梨英一
- 長橋敦子